# 살핑고이카과
살핑고이카과(Salpingoecidae)는 동정편모충강에 속하는 과이다. 모노시가과(또는 코도노시가과)에 포함하여 분류하기도 한다.

## 하위 속
- 아울로모나스속 (Aulomonas) Lackey, 1942
- 파키소이카속 (Pachysoeca) Ellis, 1933
- 살핑고이카속 (Salpingoeca) H.J.Clark, 1866
- 스텔렉소모나스속 (Stelexomonas) Lackey, 1942